# Кунилово (Лихославльский район)
Кунилово — деревня в Лихославльском районе Тверской области.

## География
Находится в центральной части Тверской области на расстоянии приблизительно 10 км на север-северо-восток по прямой от районного центра города Лихославль.

## История
Деревня была отмечена как Кунилова ещё на карте Менде, состояние местности на которой соответствует 1848 году. В 1859 году здесь было учтено 9 дворов. В советское время работал колхозы им. Красной Армии, «Рассвет» и им. Ленина, в деревне сохранялись остатки помещичьего парка и сада помещицы Поповой. До 2021 деревня входила в Сосновицкое сельское поселение Лихославльского района до его упразднения.

## Население
Численность населения: 64 человека (1859 год), 10 (карелы 80 %) в 2002 году, 1 в 2010.